# ハネウェル LF 507

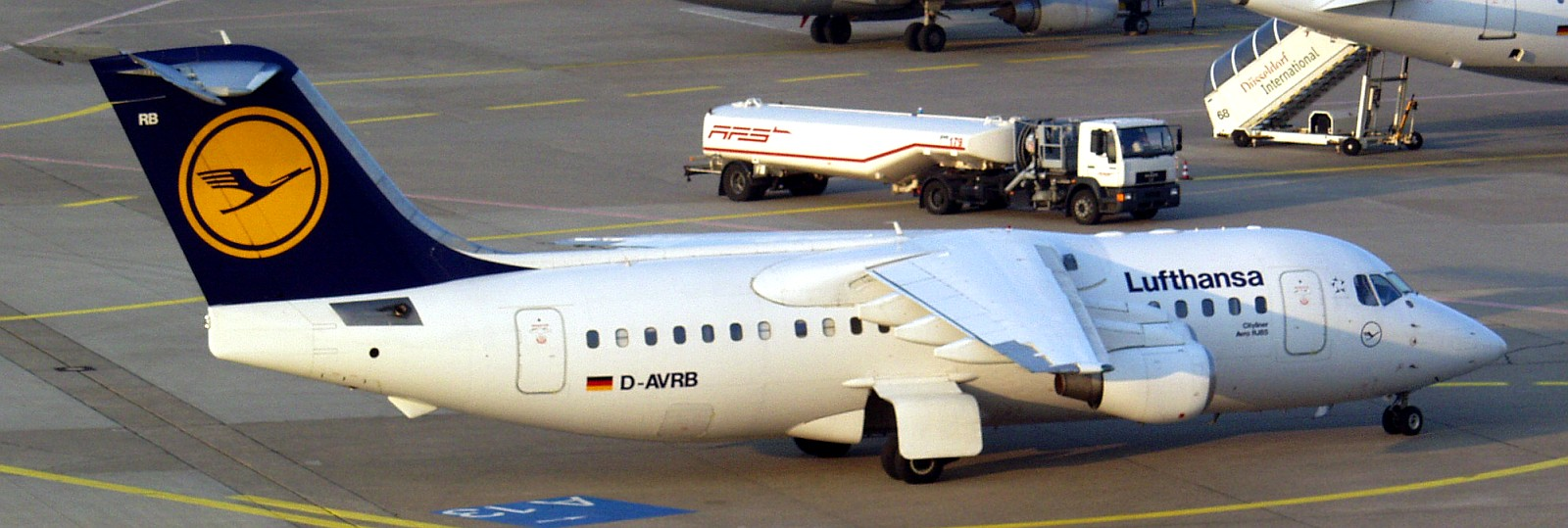
RJ85に装備されたLF 507

ハネウェル LF 507はライカミング、アライドシグナルを経て、現在はハネウェル・エアロスペースで生産されるギヤードターボファンエンジンである。ALF 502の推力増強型でブリティッシュ・エアロスペース BAe 146を改良したアブロ RJに搭載される。

## 搭載機
- アブロ RJ

## 仕様 (LF 507-1H)
一般的特性
- 形式: 高バイパスギヤードターボファン
- 全長: 65.5 in（166 cm）
- 直径: ファン 40.25 （102 cm）
- 乾燥重量: 1,385 lb（628 kg）

構成要素
- 圧縮機: ファン:単段, 低圧:軸流式2段、高圧:軸流式7段 と遠心式 単段
- 燃焼器: アニュラ型
- タービン: 高圧2段、低圧2段

性能
- 推力: 7,000 lbf (31 kN)
- 全圧縮比（英語版）: 13.8:1
- 燃料消費率: 0.406 lb/lbf-h (41.4 kg/kN-hr)
- 推力重量比: 5.1:1